# أغنيت هالاند
أغنيت هالاند (بالنرويجية البوكمول: Agnete Haaland)‏ هي مديرة مسرح ‏ ومخرجة وممثلة نرويجية، ولدت في 10 مارس 1960 في برغن في النرويج.

## وصلات خارجية
- أغنيت هالاند على موقع IMDb (الإنجليزية)
- أغنيت هالاند على موقع قاعدة بيانات الأفلام السويدية (السويدية)
- أغنيت هالاند على موقع قاعدة بيانات الفيلم (الإنجليزية)
- أغنيت هالاند على موقع كينوبويسك (الروسية)